# Cyrtaphe domingensis
Cyrtaphe domingensis är en mångfotingart som beskrevs av Loomis 1941. Cyrtaphe domingensis ingår i släktet Cyrtaphe och familjen Chelodesmidae. Inga underarter finns listade i Catalogue of Life.